# Uspenka (Altai)
|  | Per a altres significats, vegeu «Úspenka». |

Uspenka (en rus: Успенка) és un poble del krai de l'Altai, a Rússia, que el 2016 tenia 1.002 habitants. Pertany al districte de Lóktevski.